# Residencia (división administrativa)

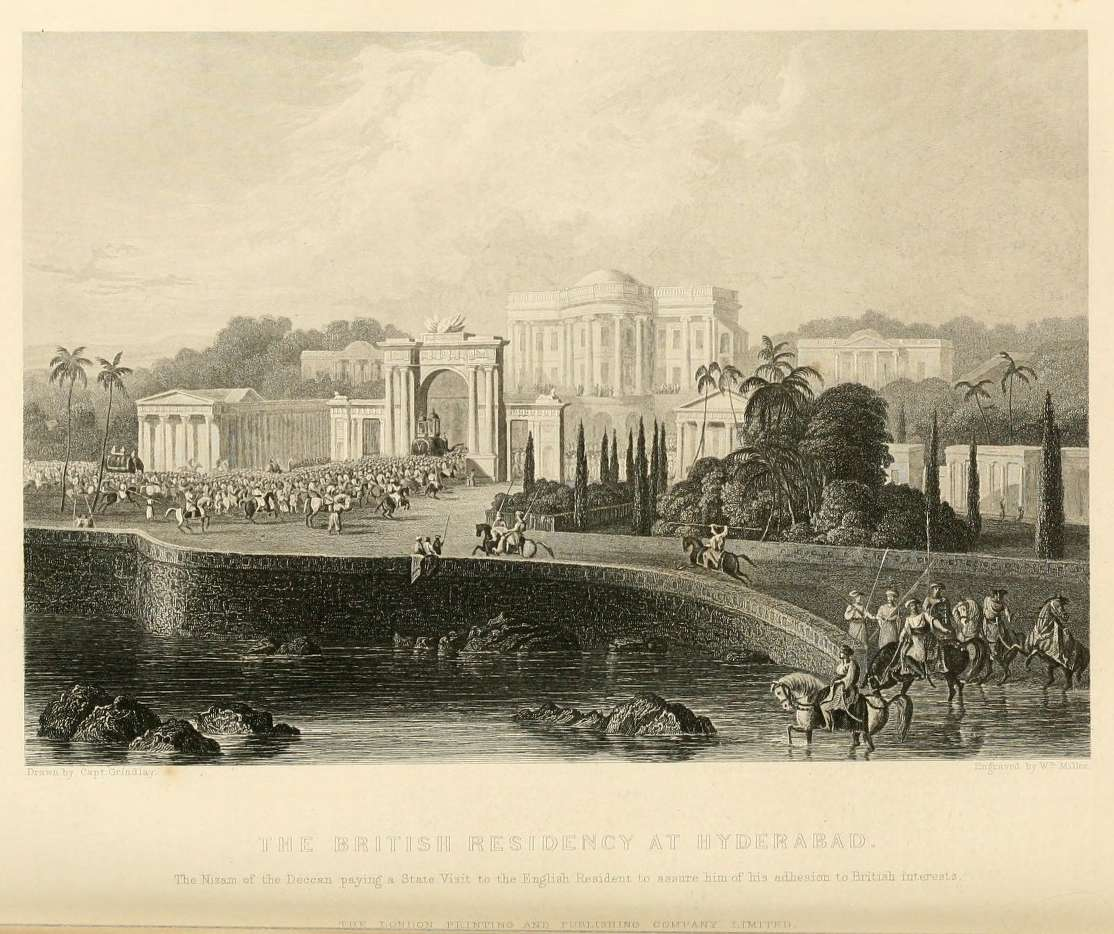
La casa residencia británica en Hyderabad.

Una residencia fue una división administrativa principalmente en el Imperio británico y en las Indias Orientales Neerlandesas.

## Imperio británico
Entre las más notables se encuentran:
- Residencia británica del Golfo Pérsico
- Residencias de la India británica

## Indias Orientales Neerlandesas

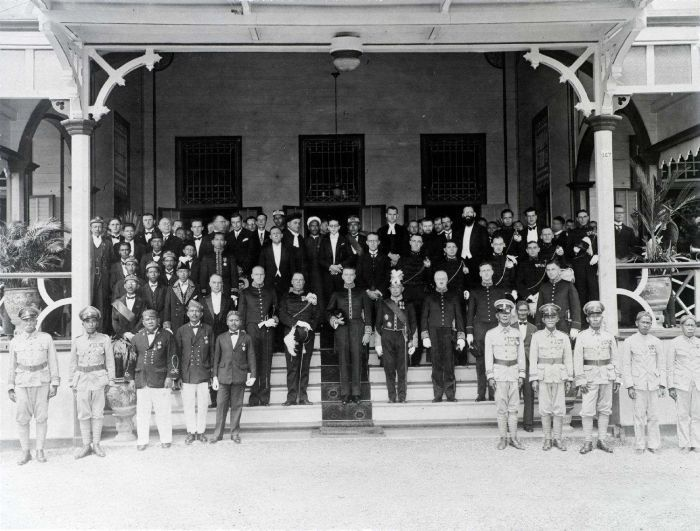
Audiencia pública en la casa del residente de Pontianak (Borneo Occidental).

Las Indias Orientales Neerlandesas fueron divididas en tres gouvernementen (Groot Oost, Borneo y Sumatra) y tres provincias en Java. Tanto las provincias como los gouvernementen se dividieron en residencias, pero mientras que las residencias de las provincias se dividieron nuevamente en 'regentschappen', las residencias de los gouvermenten se dividieron primero en 'afdeelingen' antes de subdividirse en 'regentschappen'.
Las residencias estaban encabezadas por un residente, un funcionario neerlandés responsable de la administración de un gewest o región. Algunos, como Ambon en las Molucas o el norte de Sulawesi, fueron administrados por un gobernador. El de Belitung estaba encabezado por un "asistente de residente". Los demás fueron administrados por un residente.
- Residencia de Jambi[2]
- Residencia de Batavia[3]
- Residencia de Priangan
  - Residencia de Priangan Occidental
  - Residencia de Priangan Central
  - Residencia de Priangan Oriental
- Residencia de Krawang[4]
- Residencia de Bantam
- Residencia de Buitenzorg
- Residencia de Palembang[5]
- Residencia de Semarang[6]
- Residencia de Surakarta
- Residencia de Rembang (que fue dividida casi por igual entre las residencias de Semarang y Surabaya en 1928)[6]
- Residencia de Madiun (Madioen)[7]
- Residencia de Cirebon (Cheribon, Tjerebon)[8]
- Residencia de Banyumas
- Residencia de Kedu
- Residencia de Kediri[9]
- Residencia de Pasuruan
- Residencia de Surabaya[10]
- Residencia de Malang
- Residencia de Bodjonegow
- Residencia de Bengkulu (Benkulen)
- Residencia de Lampong[11]
- Residencia de Tapanuli
- Residencia de Riau